# Eutingen im Gäu
Eutingen im Gäu è un comune tedesco di 5 986 abitanti, situato nel land del Baden-Württemberg.